# バナナカルチャー
株式会社バナナカルチャー（Banana Culture Co., Ltd.）は韓国の芸能事務所である。2016年3月、中国企業バナナプロジェクトと合弁会社バナナカルチャーエンターテインメントを設立し業務を移行した。2020年3月25日に廃業した。

## 会社の概要
現在は消えた、韓国の大手芸能事務所として、多数の韓国人俳優、歌手のプロモーションを受け持つほか、「冬のソナタ」を始めとしたドラマ、映画、テレビ番組の制作および衛星放送事業、インターネット放送事業、音楽製作、流通、韓国外への進出を担うなど芸能産業の幅広い分野に進出している。また、近年では子会社を通じた油田開発などのエネルギー事業にも進出している。アイドル関係では、PRODUCE 48に練習生を送り出している。

## 会社の略歴
- 1984年 イエダン企画として設立(社長:변대윤,ビョン·デユン)。
- 1992年 イエダン音響(株)として法人格取得。
- 2000年 KOSDAQに上場。映画産業に参入。
- 2001年 ロシアクラシックアジア版権独占契約し、Yedang Classicレーベルを設立。芸能マネージメント事業に参入
- 2003年 ドラマ「冬のソナタ」の日本へ供給。Trigrow Pictures(現イエダン オンライン)を買収しゲーム事業に参入
- 2005年 衛星放送事業に参入。
- 2006年 ミュージカルなどの公演事業に参入。
- 2010年3月、企業イメージ向上のため、イェダンエンターテインメントからイェダンカンパニーに商号を変更。キム・ホンソプ代表取締役が辞任し、創業者のピョン・ドゥソプ筆頭株主を代表理事に選任[1]。
- 2013年6月4日、ヤン・スギョンの夫でもあるピョン・ドゥソプ会長が自殺[2]。8月、（株）イェダンエンターテインメントを設立。9月、ウェルメイドスターエム（現ImagineAsia）が筆頭株主になる[3]。
- 2014年3月、ウェルメイドスターエムがウェルメイドイェダンに名称変更。5月、親会社ウェルメイドイェダンが、新沙洞の虎が設立しEXIDが所属するABエンターテイメントと二段横蹴りが設立したザ・ブルーキックエンターテインメントを買収[4]し、EXIDらがイェダンエンターテインメント所属になる。
- 2015年12月、ウェルメイドイェダンがイェダンエンターテインメント株をすべて売却。
- 2016年3月、大連万達グループ会長王健林の息子で配信サイトPandaTV（熊猫直播）CEOの王思聡が2015年6月に上海で設立したメディア会社バナナプロジェクトと提携し、合弁会社バナナカルチャーエンターテインメントを設立[5]。イェダンブランドは、故ピョン前会長の遺族に帰属した[6]。
- 2020年3月、芸能マネジメント事業を整理するという報道に対して事実ではないとしたが、イ・ジョンヒョン、EXIDのメンバー全員が契約終了[7]。6月にはTREIのメンバー全員もデビューからわずか1年で契約解除となった[8]。

## 所属する芸能人

### 歌手
- Rare Potato
  - ドンヒョン (Donghyun)
  - ヨンフン (Younghoon)
  - ヨンス (Youngsu)
- ソンウン (Sung Eun)
- シン・ジス (Shin Ji-soo)

### 俳優
- ハ・スンリ (Ha Seung-lee)

## かつて所属していた歌手
- ソテジワアイドゥル
- C-CLOWN
- Welldone Potato
- EXID
  - ハニ[9]
  - ジョンファ[10]
  - ヘリン[11]
  - ソルジ[12]
  - LE[13]
- イ・ジョンヒョン[7]
- TREI[8]
  - イ・ジェジュン
  - キム・ジュンテ
  - チェ・チャンヒョン